# Islampur, Hukeri
Islampur là một làng thuộc tehsil Hukeri, huyện Belgaum, bang Karnataka, Ấn Độ.